# Mohamad Abdouni
Mohamad Abdouni est un photographe et réalisateur libanais. Son travail porte sur la documentation des communautés queers du Liban, du Moyen-Orient et de l'Afrique du Nord. 

## Biographie
Mohamad Abdouni naît à Beyrouth en 1989,.

## Travail
Mohamad Abdouni est le directeur créatif du magazine photographique Cold Cuts spécialisé dans les cultures queers d'Afrique du Nord et d'Asie du Sud-Ouest. Son travail photographique documente les communautés LGBT de la région arabophone. Il se positionne contre le regard orientalisant des journalistes occidentaux sur la communauté LGBT du Liban, qu'il juge misérabiliste et racoleur, pendant que lui voit sa communauté comme confiante en l'avenir et en plein essor.
En 2022, il réalise, en collaboration avec Helem, Treat Me Like Your Mother : Trans* Histories From Beirut's Forgotten Past, sur l'histoire des femmes trans libanaises. Cette collection compile prise de vue en studio, photographies d'archives personnelles, en particulier d'Em Abed, et interviews des communautés trans des années 1980 et 1990. Sa démarche est militante et s'inscrit à la fois dans la lutte contre la transmisogynie et la constitution d'une mémoire et d'archives queers. Lorsqu'il réalise qu'il n'a aucune photographie d'Em Abed avant ses 29 ans, il décide de recourir à l'IA générative pour réaliser Extended Archives, une série de portraits basés sur l'histoire orale.

## Reconnaissance
Il remporte le prix Lafayette Anticipation pour Extended Archives. Au moment de le recevoir, Mohamad Abdouni trouve que cette récompense, reçue fin octobre 2023, a un goût amer dans le contexte de l'attaque d'Israël sur la bande de Gaza.

## Exposition
- Doris & Andrea, institut des cultures d'Islam, 2019[6]
- One Night Only, Artfizz, 2021[7]
- Treat Me Like Your Mother : Trans* Histories From Beirut Forgotten Past, Biennal de Lyon, 2022[8]
- Habibi, les révolutions de l'amour, Institut du monde arabe, 2022
- Extended Archives, Paris + Art Basel, 2023[5]